# Autoserica subcostata
Autoserica subcostata är en skalbaggsart som beskrevs av Moser 1918. Autoserica subcostata ingår i släktet Autoserica och familjen Melolonthidae. Inga underarter finns listade.